# Porte de Saint-Ouen
La porte de Saint-Ouen est l'une des dix-sept portes percées dans l'enceinte de Thiers au milieu du XIXe siècle pour protéger Paris. Elle fut construite vers 1840 sur l'ancienne commune de Montmartre.

## Situation et accès

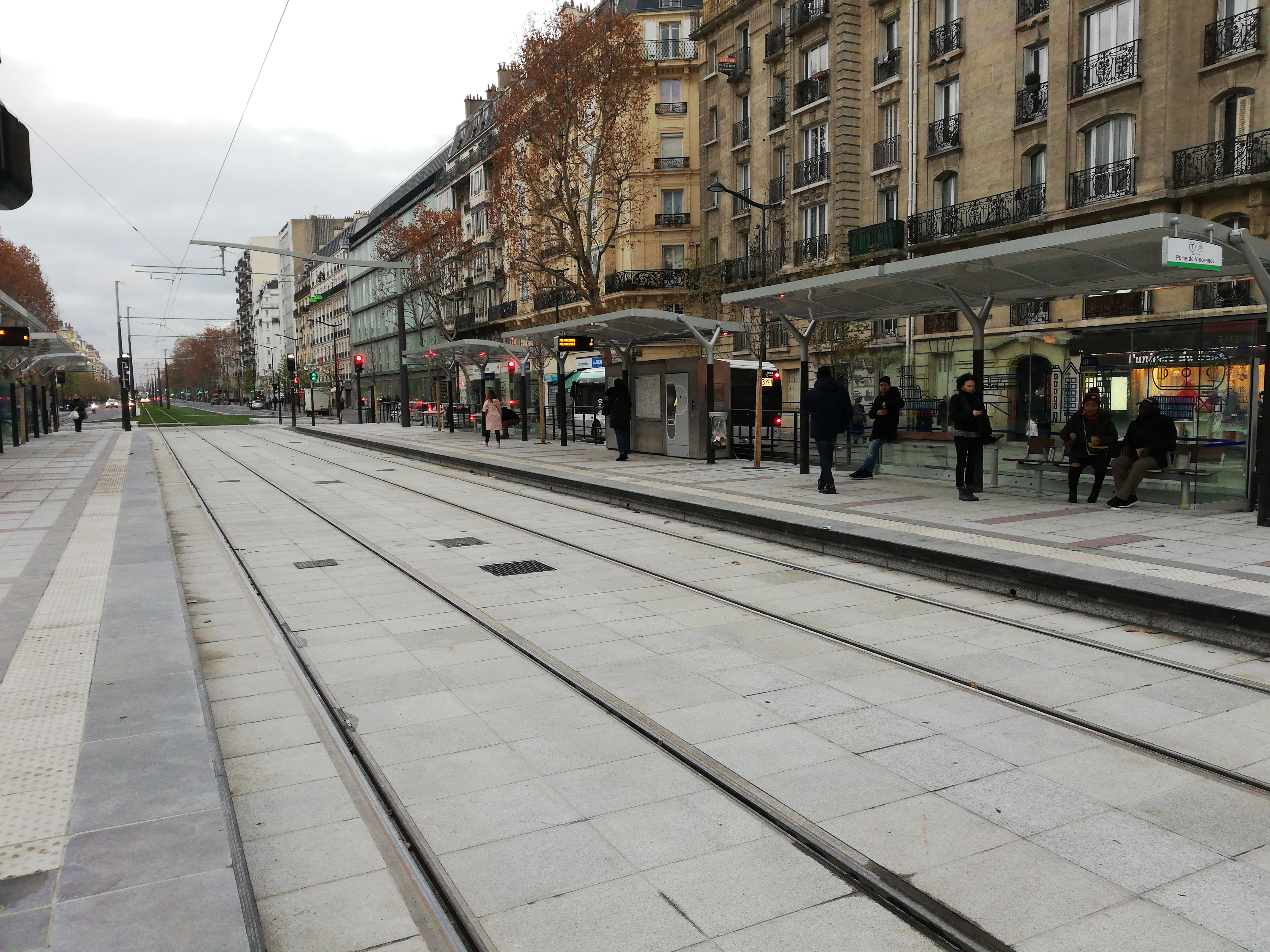
La station de tramway Porte de Saint-Ouen.

La porte de Saint-Ouen se trouve à 500 m à l'est de la porte Pouchet et 300 m à l'ouest de la porte de Montmartre. Elle est localisée à la limite du 17e arrondissement et du 18e arrondissement, historiquement située à la jonction du boulevard Bessières et du boulevard Ney dans le prolongement de l’avenue de Saint-Ouen. Avec la construction du boulevard périphérique de Paris, la porte de Saint-Ouen se trouve aujourd'hui en bordure de la ville de Saint-Ouen-sur-Seine et donne sur l'avenue Gabriel-Péri, dans le prolongement de l’avenue de la Porte-de-Saint-Ouen.
La porte de Saint-Ouen est aisément accessible par le boulevard périphérique de Paris.
Elle est desservie par la ligne 13 du métro et la ligne 3b du tramway d'Île-de-France à la station Porte de Saint-Ouen.

## Origine du nom
Elle est nommée en raison de son accès à la ville de Saint-Ouen-sur-Seine limitrophe de Paris en Seine-Saint-Denis.

## Historique
Depuis la loi d'annexion du 16 juin 1859, la porte constitue la limite de la ville de Paris, la partie de l'ancienne commune de Montmartre située hors des murs ayant été rattachée à Saint-Ouen. L'enceinte, détruite après la Première Guerre mondiale, bénéficiait d'un espace inconstructible, appelé la Zone qui a été urbanisé dans l'entre-deux-guerres, notamment par la construction des HBM de la ville de Paris.
La porte de Saint-Ouen est aujourd'hui une importante porte située au nord de Paris, en France.

## Équipements

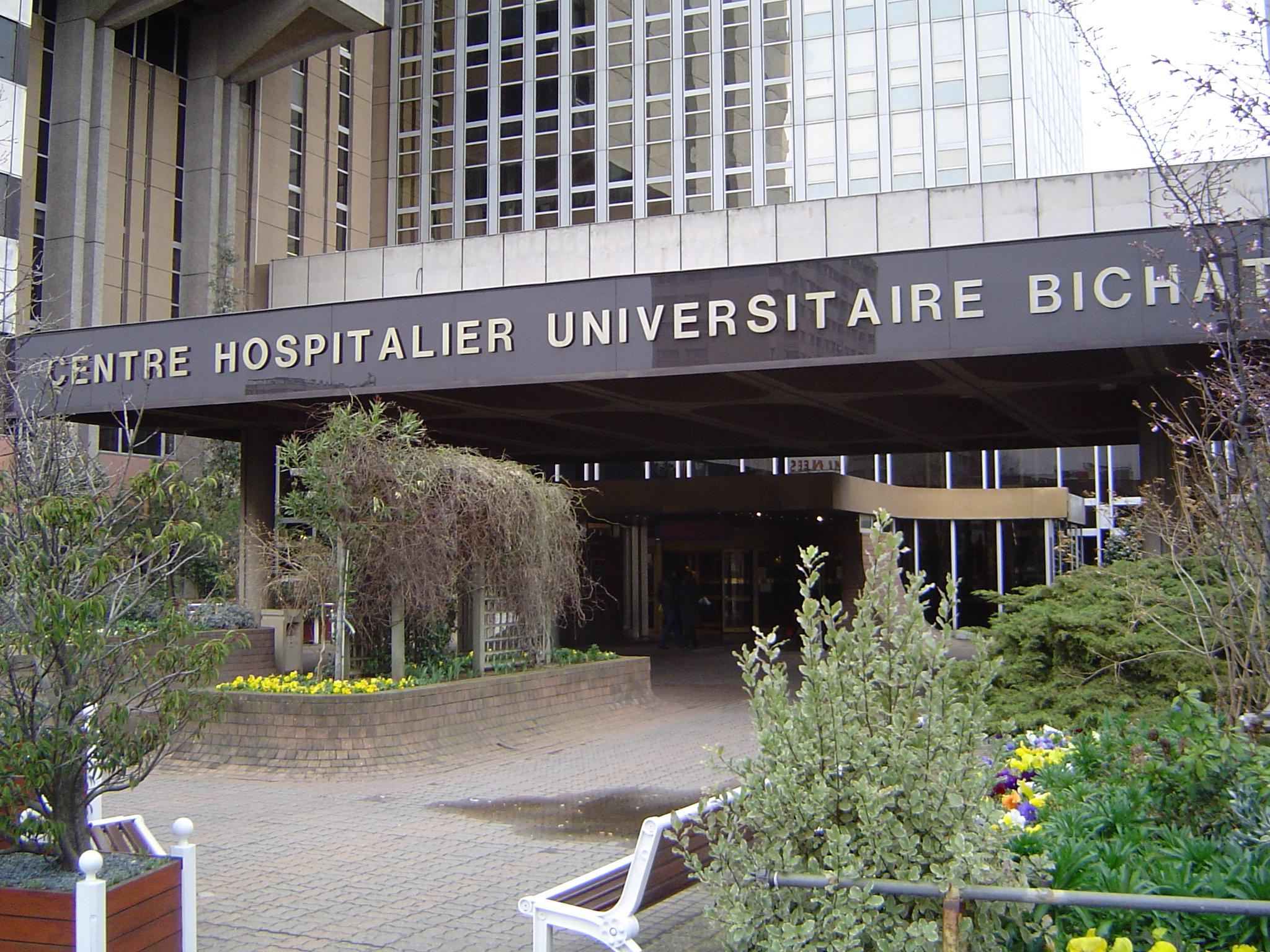
L'hôpital Bichat.

Côté parisien, l'hôpital Bichat-Claude-Bernard, un des plus grands de Paris, se situe à la porte de Saint-Ouen entre le boulevard périphérique et le boulevard Ney sur l'ancien site de l'hôpital Claude-Bernard.
Côté audonien, la porte de Saint-Ouen est inscrite dans un périmètre de ZAC, afin d'en faire une belle entrée de ville, dans la continuité de Paris avec une livraison des différents programmes immobiliers entre 2018 et 2022.